# Ibimirim
Ibimirim es un municipio del estado de Pernambuco, en Brasil. Posee dos distritos: Ibimirim (sede) y Moxotó, y los poblados de Jeritacó, Poço da Cruz, Agrovilas, Campos, Lagoa da Areia y Puiú. Tiene una población estimada al 2020 de 29 412 habitantes.

## Topónimo
Su nombre es de origen tupí, y significa "tierra pequeña" (por la fusión de yby, tierra y mirim, pequeño).

## Historia
Ibimirim pertenecía al municipio de Moxotó, así como al actual municipio de Inajá. Como distrito era llamado "Mirim". El 9 de diciembre de 1938 pasó a denominarse "Ibimirim". Ibimirim recibió estatus de municipio por la ley provincial 4 956, del 20 de diciembre de 1963, con territorio desglosado del municipio de Inajá.

## Cultura
La ciudad de Ibimirim presenta una fuerte tradición en esculturas de madera. Por ser una ciudad extremadamente religiosa, los practicantes de este arte se dedican a crear santos de madera. La fama de los santeiros, como son llamados en la ciudad, han llegado a los límites de Vaticano, donde existe la presencia del arte ibimiriense.
Así como toda ciudad de interior nordestino, Ibimirim posee una tradición junina muy fuerte.